# Amido Baldé
Amido Baldé (ur. 16 maja 1991 w Bissau) – piłkarz z Gwinei Bissau występujący na pozycji napastnika.